# هوب كريسب
هوب كريسب (بالإنجليزية: Hope Crisp)‏ كان لاعب كرة مضرب إنجليزي. كما أنه أحد أبطال الجراند سلام. فاز ببطولة ويمبلدون للزوجي سنة 1913.

## بطولات حققها
- بطولة ويمبلدون

## النهائيات

### الزوجي المختلط

#### اللقب (1)
| السنة | الدورة   | الشريك     | المنافس                              | النتيجة  |
| 1913  | ويمبلدون | أغنيس توكي | جيمس سيسيل بارك إثيل تومسون لاركومبي | 6–3, 3–5 |